# A1 Team China
A A1 Team China foi a equipe que representou a China na A1 Grand Prix, uma categoria internacional de corridas. A equipe foi fundada por Liu Yu e teve Werner Gillis como seu diretor de equipe e com suporte técnico fornecido pela Team Astromega.